# Костантино I (Торрес)

Костантино I де Лакон-Гунале (итал. Costantino Ier de Lacon-Gunale; ок. 1070—1120/31) — судья (юдекс) Логудоро (Торреса).
Сын Мариано I де Лакон-Цори, который единственный раз прижизненно упоминается в документе от 14 октября 1073 г. Внук Баризоне I — основателя династии. Датой начала правления во многих источниках указан 1112 год.
Согласно средневековым историкам, Костантино I в своей внешней политике успешно поддерживал баланс интересов Генуи и Пизы, не допуская перекоса ни в ту, ни в другую сторону.
В 1114 г. корабли Торреса участвовали в завоевании Балеарских островов. Ими командовал Салтаро, который в хрониках назван сыном Костантино I (возможно, это был внебрачный сын).
Костантино I с 1112/15 г. был женат на Маркузе (Марии) ди Аррубу. Согласно Libellus iudicum Turritanorum она была вдовой с двумя сыновьями от первого брака.
Последний раз Костантино I прижизненно упоминается в документе от 24 мая 1120 г. В хартии, датированной 6 марта 1131 года, судьёй Торреса назван его сын Гоннарио II (ум. после 1153).
В Charles Cawley’s Medieval Lands человек с похожей биографией назван судьёй Арбореи: Костантино, сын Мариано, внук Баризоне, муж Маркузы ди Гунале, отец Гоннарио.